# Hoshi o ou kodomo
Hoshi o ou kodomo (jap. 星を追う子ども) – japoński film animowany z 2011, stworzony przez CoMix Wave Films i wydany przez Media Factory. Reżyserem i autorem scenariusza był Makoto Shinkai, muzykę skomponował zaś Tenmon.
Produkcja była nominowana do szeregu nagród, m.in. do nagrody dla Najlepszego Pełnometrażowego Filmu Animowanego na Asia Pacific Screen Awards w 2011, nagrody dla Najlepszego Filmu Pełnometrażowego na Międzynarodowym Festiwalu Filmów Animowanych w Annecy w 2012, nagrody dla Najlepszego Filmu na Nippon Connection w 2012 oraz nagrody Złotego Kruka na Międzynarodowym Festiwalu Filmów Fantastycznych w Brukseli w 2012.